# Улица Джамбула (Ижевск)
У́лица Джамбу́ла — улица в Ленинском районе города Ижевска. Проходит от Постольской улицы до Шабердинского тракта. Нумерация домов ведётся от Постольской улицы.

## История
Улица образована в 1939 году. Названа в честь великого казахского поэта-акына Джамбула Джабаева.
Первоначально застраивалась частными домами. В 1978 году на улице открылся детский сад № 219. В 80-е годы в конце улицы были построены два 5-этажных панельных дома.

## Расположение и маршрут
Улица Джамбула находится на западе Ижевска, в Ленинском административном районе города, на территории жилого района Машиностроитель. Расположена между Балезинской улицей и переулком Джамбула. Берёт начало на Постольской улице и следует от неё в северном направлении. Пересекает улицы Николая Островского и Крылова. Заканчивается на пересечении с Шабердинским трактом.
С нечётной (восточной) стороны примыкают Транспортная улица, улица Писарева, Тульская улица и улица Гастелло.
С чётной стороны примыкает переулок Джамбула.

## Примечательные здания и сооружения
По нечётной стороне:
- № 65 — многоэтажный панельный жилой дом (1985)
- № 99 — ТЦ «Холодный ключ»
- № 101а — СНТ «Холодный ключ-1»

По чётной стороне:
- № 68 — многоэтажный панельный жилой дом (1982), детский морской центр «Дельфин»
- № 70 — общежитие завода ячеистого бетона
- № 74 — центр развития ребёнка (детский сад № 219)

В конце улицы расположен сквер с небольшим прудом.

## Транспорт
- К началу улицы — троллейбус № 9, 10, автобус № 34, маршрутки № 45, 53, 366 (ост. Школа милиции)
- К концу улицы — автобус № 8, 8К, 21, 34, маршрутки № 353, 363 (ост. Ул. Чайковского)